# Diario clandestino
( Giovannino Guareschi, Lettere al postero, in Diario Clandestino, 1949,  p. 19, ISBN 978-88-17-09829-8.)
Diario Clandestino 1943-1945 è un'opera scritta da Giovannino Guareschi, pubblicata nel dicembre 1949 (prima edizione) ed in seguito più volte ristampata. 

## Dedica
Dedicata "Ai miei compagni che non tornarono", l'opera è stata pensata e scritta, tranne l'Appendice, durante la prigionia dell'autore nel campo di concentramento di Sandbostel. Molto spesso brani del diario, dal tono a tratti umoristico a tratti commovente, venivano letti direttamente dall'autore ai compagni di prigionia.

## Descrizione
Dopo la liberazione ad opera degli inglesi, Guareschi riuscì a portare a casa i suoi magri quadernetti e a farli pubblicare da Rizzoli nel 1949. La copertina, che raffigura un malinconico soldato italiano con le fattezze dell'autore, è stata disegnata dallo stesso Guareschi.
"Dovunque guardi, sullo sfondo scopri la torretta, vigile e onnipresente come l'occhio di Dio. Di quel Dio che -essi dicono- è con loro, e che è molto diverso dal nostro, e che ha un nome misterioso e grottesco: Gott" (15 gennaio 1944)
Nella memorialistica degli internati militari italiani (oltre cento opere), il diario di Guareschi fu quello che ottenne più successo di pubblico.